# Olof Jarlman

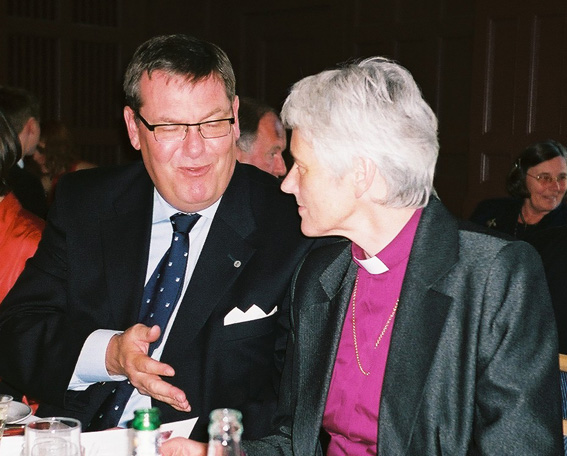
Olof Jarlman i samspråk med Lunds dåvarande biskop Antje Jackelén vid Akademiska Föreningens Siste April-middag 2007.

Nils Olof Jarlman, född 22 september 1954 i Slottsstadens församling, är en svensk läkare och forskare inom radiologi samt framträdande profil inom lundensisk studentkultur.
Jarlman disputerade 1991 och är docent i medicinsk radiologi vid Lunds universitet . Han var 1999-2003 regionöverläkare med ansvar för telemedicin inom Region Skåne och 2003-2010 verksamhetschef för röntgenavdelningen vid Hässleholms sjukhus. Han är vidare föreståndare för Centrum för Medicinsk Informatik vid Lunds universitet (LUMI)  och ordförande för Svensk Förening för eHälsa och Telemedicin (SeHT). 1993 till 1999 var han generalsekreterare för Svensk Förening för Medicinsk Radiologi. Han har även varit ledamot av styrelsen för det medicinskt inriktade mjukvaruföretaget Exini Diagostics AB sedan dess grundande 1999. Sedan årsskiftet 2009-2010 är Jarlman främst verksam inom det egna företaget Jarlman Konsult AB.
Inom den lundensiska studentvärlden har Jarlman ett förflutet som flitigt aktiv inom spex och karnevaler (han tillhörde karnevalskommittén 1986) och är sedan 1996 praeses i Uarda-akademien. Han var även 2004-2010 ordförande för Akademiska Föreningen och därmed också för dess Nasotek i vilket han även finns avgjuten som näsa nr 22 och har där framlagt den nasala avhandlingen Näsan i Erotiken (1997).